# The Journeyman Project 2: Buried in Time
The Journeyman Project 2: Buried in Time é um jogo de computador do gênero adventure desenvolvido em 1995 pela Presto Studios e publicado no mesmo ano pela Sanctuary Woods.

## Sobre o jogo
Prossegue o jogo anterior, The Journeyman Project, mas com grandes alterações na parte técnica e conceitual do jogo. Desta vez os cenários futuristas são deixados de lado e entram em cena locações históricas reais reproduzidas através de computação gráfica. Ao contrário do seu predecessor que foi desenvolvido utilizando o Macromedia Director, Buried in Time foi totalmente desenvolvido em C++ para ter uma melhor performance.
O jogo foi lançado com versões para Windows e Macintosh, num pacote contendo 3 CD-ROMS. A versão do jogo lançada no pacote The Journeyman Project Trilogy possui um defeito de fabricação, onde o CD indicado como 2 possui na verdade o conteúdo do CD 3, impossibilitando o uso do jogo.

## História
A história continua o jogo anterior. Gage Blackwood é premiado pelos serviços prestados na história do jogo anterior, a existência da TSA (Temporal Security Agency - Agência de Segurança do Tempo, tradução livre) é aberta para o público em geral e a humanidade passa a integrar a Symbiotry of Peaceful Beings (União Simbiótica dos Povos Pacíficos, tradução livre).
Seis meses após estes acontecimentos, Gage é surpreendido em seu apartamento em Caldoria por ele mesmo, vindo dez anos do futuro vestindo uma Deep Time Unit (Unidade de Investigação do Tempo, tradução livre). Esta unidade permite que a pessoa dentro dela possa viajar por si própria no tempo sem precisar usar o grande dispositivo Pégaso do jogo anterior.
Sem maiores explicações, o Gage do futuro transfere sua Deep Time Unit para o Gage que estava no apartamento e ativa o modo de invisibilidade. Outro agente que estava investigando alterações na linha do tempo chega e detém o Gage do futuro sem ver o outro Gage que estava invisivel. Após este acontecimento, o Gage do passado é levado dez anos no futuro para sua futura casa.
Lá ele descobre que tudo isso é um plano para que ele descubra o que está acontecendo. Ele mesmo no futuro foi acusado falsamente de alterar o curso da história e decidiu pedir ajuda do seu eu no passado para descobrir quem está por trás disso. Para isso ele tem a data e o local de cada uma das alterações da qual é acusado e viaja até elas procurando descobrir o que aconteceu.
Numa das localidades, o laboratório do Dr. Farnstein, Gage descobre um mecanismo de inteligência artificial que se auto-denomina Arthur. A partir dali os dois se tornam companheiros nessa viagem em busca de provas. Neste laboratório, destruído por uma chuva de meteoros, Gage descobre que um dos experimentos foi alterado para armazenar um esquema de circuitos.
Os dois seguem então para a cidade maia de Chichén Itzá, onde descobrem que escondido dentro de uma pirâmide, dentro de um altar usado para sacrifícios humanos existe um cofre que contém um dispositivo que armazena um vídeo.
Em seguida vão para o castelo francês Chateau Gaillard bem em meio da batalha dos franceses para conquistar a Normandia do rei Ricardo Coração de Leão da Inglaterra. Desviando da artilharia e dos soldados de ambos os lados Gage e Arthur encontram pegadas deixadas por alguém vestindo uma Deep Time Unit. 
Seguindo as pistas, acabam chegando em uma adega de vinho onde flagram a Agente 3, Michelle Visard iniciando uma viagem no tempo quando nota que Gage a pegou em flagrante. Nesta adega encontram uma câmara secreta onde está a espada do próprio rei Ricardo Coração de Leão. A jóia entalhada na espada é trabalhada simetricamente e com precisão milimétrica, impossível para a época em que está.
Por final visitam o atelier de Leonardo da Vinci, onde encontram novamente a Agente 3 sabotando documentos do próprio Leonardo. Pega em flagrante, acaba por deixar para trás um conjunto especial de lentes. Usando estas lentes e observando os desenhos feitos pelo Leonardo fica claro que existe um conjunto de fórmulas matemáticas e esquemas impressos de forma que apenas quem usa a lente especial pode ver.
Com todas as provas reunidas, Gage volta para a sua casa no futuro onde vai ver o vídeo encontrado dentro do cofre maia. Lá se depara com a verdade: a Agente 3 está na verdade montando um sofisticadíssimo plano para contrabandear a tecnologia de viagem no tempo dos humanos para uma outra raça alienígena, os Krynn. Ela escondeu todo o material necessário para a construção de uma máquina do tempo em artefatos históricos: a espada do rei Ricardo continha o elemento de foco, o cofre maia o vídeo com os esquemas, os desenhos de Leonardo com as fórmulas e o experimento do Dr. Farnstein com os circuitos. Todos os objetos estavam no museu do Louvre e foram comprados por um representante da raça que estava recebendo o contrabando.
No meio do vídeo a Agente 3 aparece e prende Gage, levando-o para um silo de mísseis abandonado. Lá Arthur prova sua lealdade para o amigo e sacrifica-se transformando-se num vírus que infecta a Deep Time Unit da Agente 3. Isso a faz desaparecer junto com ele num vórtice temporal. 
Gage consegue se libertar e vai até o planeta dos Krynn, onde recupera os artefatos que contêm as provas que incriminam a Agente 3. Ao retornar, mostra as provas que reuniu e consegue inocentar a si próprio. Por final, o Gage do futuro apaga todas as memórias do Gage do passado e o devolve ao seu tempo original. Se ele tivesse voltado com as memórias, isso provocaria uma mudança na linha do tempo.
A história prossegue com a seqüência Legacy of Time.